# استان‌های پاپوآ گینه نو

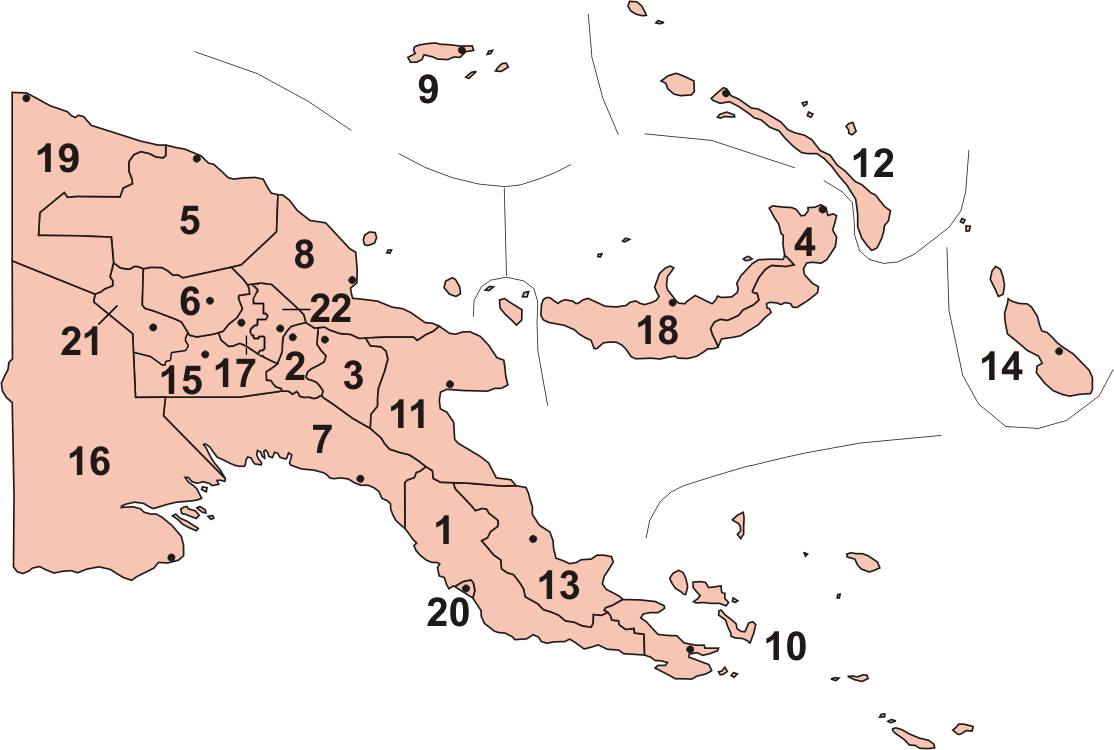
استان های پاپوآ گینه نو.

پاپوآ گینه نو دارای ۲۲ استان می باشد : ۲۰ استان معمولی، یک استان خودمختار و یک منطقه پایتخت.

## فهرست استان‌ها
| # (map) | استان                   | مرکز        | مساحت (کیلومتر مربع) | جمعیت   | تراکم (نفر در کیلومتر مربع) | ناحیه          |
| ------- | ----------------------- | ----------- | -------------------- | ------- | --------------------------- | -------------- |
| ۱       | استان مرکزی             | پورت مورسبی | ۲۹٬۵۰۰               | ۱۸۳٬۱۵۳ | ۶٫۲۱                        | ناحیه پاپوآ    |
| ۲       | چیمبو                   | کوندیاوا    | ۶٬۱۰۰                | ۲۵۸٬۷۷۶ | ۴۲٫۴۲                       | ناحیه ارتفاعات |
| ۳       | ارتفاعات شرقی           | گوروکا      | ۱۱٬۲۰۰               | ۴۲۹٬۴۸۰ | ۳۸٫۳۵                       | ناحیه ارتفاعات |
| ۴       | بریتانیای نو شرقی       | کوکوپو      | ۱۵٬۵۰۰               | ۲۲۰٬۰۳۵ | ۱۴٫۲۰                       | ناحیه جزایر    |
| ۵       | سپیک شرقی               | وواک        | ۴۲٬۸۰۰               | ۳۴۱٬۵۸۳ | ۷٫۹۸                        | ناحیه موماسه   |
| ۶       | انگا                    | واباگ       | ۱۲٬۸۰۰               | ۲۸۹٬۲۹۹ | ۲۲٫۶۰                       | ناحیه ارتفاعات |
| ۷       | خلیج                    | کرما        | ۳۴٬۵۰۰               | ۱۰۵٬۰۵۰ | ۳٫۰۴                        | ناحیه پاپوآ    |
| ۸       | مادانگ                  | مادانگ      | ۲۹٬۰۰۰               | ۳۶۲٬۰۸۵ | ۱۲٫۴۹                       | ناحیه موماسه   |
| ۹       | مانوس                   | لورنگائو    | ۲٬۱۰۰                | ۴۳٬۵۸۹  | ۲۰٫۷۶                       | ناحیه جزایر    |
| ۱۰      | خلیج میلنه              | آلوتائو     | ۱۴٬۰۰۰               | ۲۰۹٬۰۵۴ | ۱۴٫۹۳                       | ناحیه پاپوآ    |
| ۱۱      | موروبه                  | لائه        | ۳۴٬۵۰۰               | ۵۳۶٬۹۱۷ | ۱۵٫۵۶                       | ناحیه موماسه   |
| ۱۲      | ایرلند نو               | کاوینگ      | ۹٬۶۰۰                | ۱۱۸٬۱۴۸ | ۱۲٫۳۱                       | ناحیه جزایر    |
| ۱۳      | شمالی(اورو)             | پوپوندتا    | ۲۲٬۸۰۰               | ۱۳۲٬۷۱۴ | ۵٫۸۲                        | ناحیه پاپوا    |
| ۱۴      | سلیمان شمالی(بوگاینویل) | آراوا       | ۹٬۳۰۰                | ۱۷۵٬۰۵۳ | ۱۵٫۱۸                       | ناحیه جزایر    |
| ۱۵      | ارتفاعات جنوبی          | مندی        | ۱۵٬۱۰۰               | ۳۶۰٬۳۱۸ | ۲۳٫۸۶                       | ناحیه ارتفاعات |
| ۱۶      | غربی(فلای)              | دارو        | ۹۹٬۳۰۰               | ۱۵۲٬۰۶۷ | ۱٫۵۳                        | ناحیه پاپوآ    |
| ۱۷      | ارتفاعات غربی           | مونت هاگن   | ۴٬۳۰۰                | ۲۵۴٬۲۲۷ | ۵۹٫۱۲                       | ناحیه ارتفاعات |
| ۱۸      | بریتانیای نو غربی       | کیمبه       | ۲۱٬۰۰۰               | ۱۸۴٬۸۳۸ | ۸٫۸۰                        | ناحیه جزایر    |
| ۱۹      | سپیک غربی(سانداون)      | وانیمو      | ۳۶٬۳۰۰               | ۱۸۵٬۷۹۰ | ۵٫۱۲                        | ناحیه موماسه   |
| ۲۰      | منطقه پایتخت            | پورت مورسبی | ۲۴۰                  | ۲۵۲٬۴۶۹ | ۱۰۵۱٫۹۵                     | ناحیه پاپوآ    |
| ۲۱      | هلا                     | تاری        | ۱۰٬۵۰۰               | ۱۸۵٬۹۴۷ | ۱۷٫۷۱                       | ناحیه ارتفاعات |
| ۲۲      | جیواکا                  | مینج        | ۴٬۸۰۰                | ۱۸۵٬۶۴۱ | ۳۸٫۶۸                       | ناحیه ارتفاعات |